# Монтерони ди Лече
Монтерони ди Лече (итал. Monteroni di Lecce) је насеље у Италији у округу Лече, региону Апулија.
Према процени из 2011. у насељу је живело 13246 становника. Насеље се налази на надморској висини од 38 м.

## Географија
| Клима (Монтерони ди Лече)  | Клима (Монтерони ди Лече) | Клима (Монтерони ди Лече) | Клима (Монтерони ди Лече) | Клима (Монтерони ди Лече) | Клима (Монтерони ди Лече) | Клима (Монтерони ди Лече) | Клима (Монтерони ди Лече) | Клима (Монтерони ди Лече) | Клима (Монтерони ди Лече) | Клима (Монтерони ди Лече) | Клима (Монтерони ди Лече) | Клима (Монтерони ди Лече) | Клима (Монтерони ди Лече) |
| Показатељ \ Месец          | .Јан.                     | .Феб.                     | .Мар.                     | .Апр.                     | .Мај.                     | .Јун.                     | .Јул.                     | .Авг.                     | .Сеп.                     | .Окт.                     | .Нов.                     | .Дец.                     | .Год.                     |
| -------------------------- | ------------------------- | ------------------------- | ------------------------- | ------------------------- | ------------------------- | ------------------------- | ------------------------- | ------------------------- | ------------------------- | ------------------------- | ------------------------- | ------------------------- | ------------------------- |
| Средњи максимум, °C (°F)   | 12,6 (54,7)               | 13,2 (55,8)               | 15,0 (59)                 | 18,3 (64,9)               | 22,6 (72,7)               | 26,8 (80,2)               | 29,2 (84,6)               | 29,6 (85,3)               | 26,2 (79,2)               | 21,8 (71,2)               | 17,6 (63,7)               | 14,2 (57,6)               | 29,6 (85,3)               |
| Средњи минимум, °C (°F)    | 5,6 (42,1)                | 5,8 (42,4)                | 7,2 (45)                  | 9,5 (49,1)                | 13,1 (55,6)               | 17,0 (62,6)               | 19,5 (67,1)               | 19,9 (67,8)               | 17,3 (63,1)               | 13,7 (56,7)               | 9,9 (49,8)                | 7,1 (44,8)                | 5,6 (42,1)                |
| Количина падавина, mm (in) | 71 (28)                   | 60 (23,6)                 | 65 (25,6)                 | 40 (15,7)                 | 33 (13)                   | 20 (7,9)                  | 16 (6,3)                  | 22 (8,7)                  | 49 (19,3)                 | 80 (31,5)                 | 97 (38,2)                 | 74 (29,1)                 | 627 (246,9)               |
| [ тражи се извор ]         |                           |                           |                           |                           |                           |                           |                           |                           |                           |                           |                           |                           |                           |

## Становништво
| 1931. | 1936. | 1951. | 1961.  | 1971.  | 1981.  | 1991.  | 2001.  | 2011.  |
| ----- | ----- | ----- | ------ | ------ | ------ | ------ | ------ | ------ |
| 7.118 | 7.772 | 9.098 | 10.187 | 10.968 | 12.637 | 13.382 | 13.677 | 13.881 |